# Castelnau-d'Estrétefonds
Castelnau-d'Estrétefonds este o comună în departamentul Haute-Garonne din sudul Franței. În 2009 avea o populație de 5.397 de locuitori.

## Evoluția populației

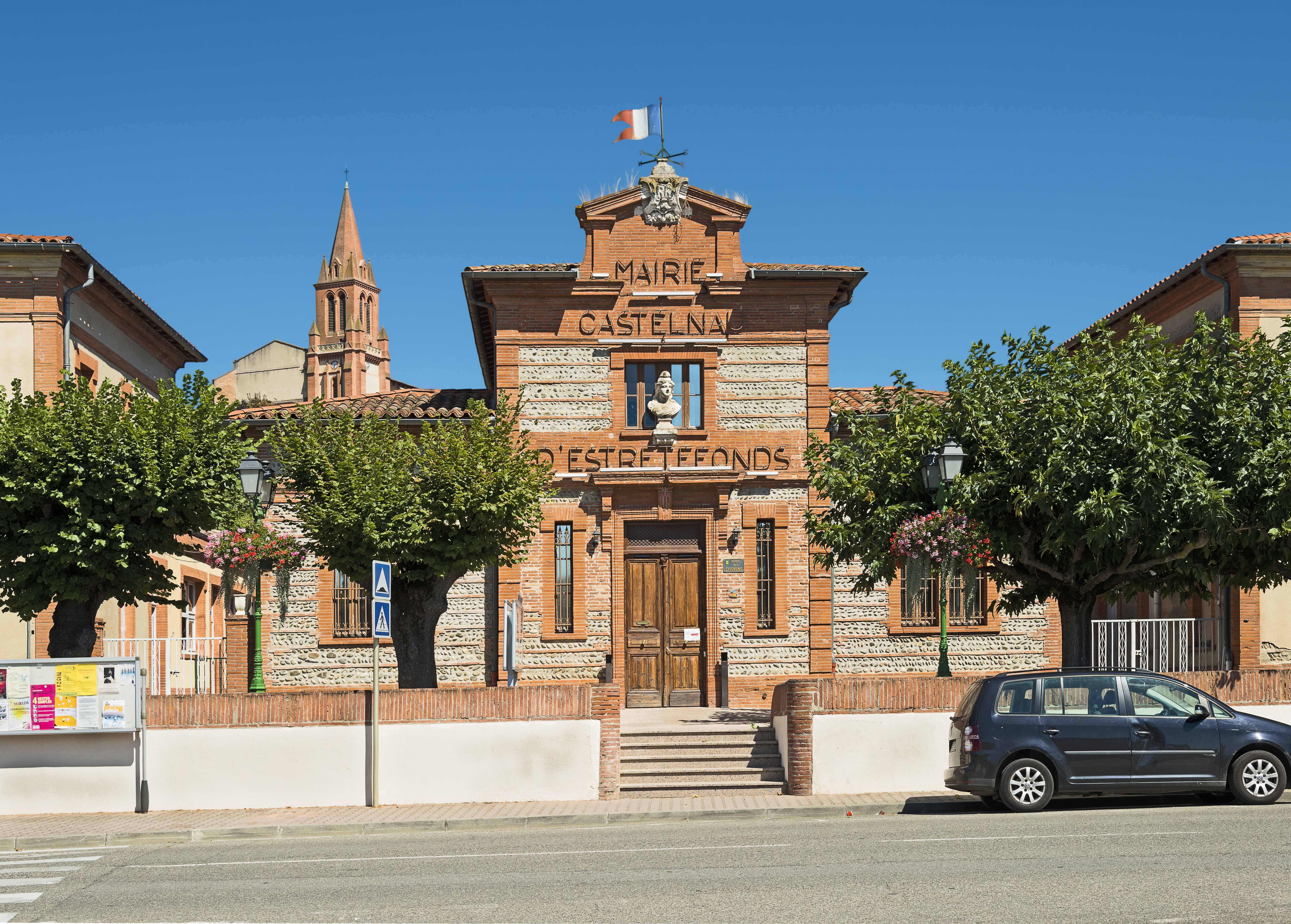
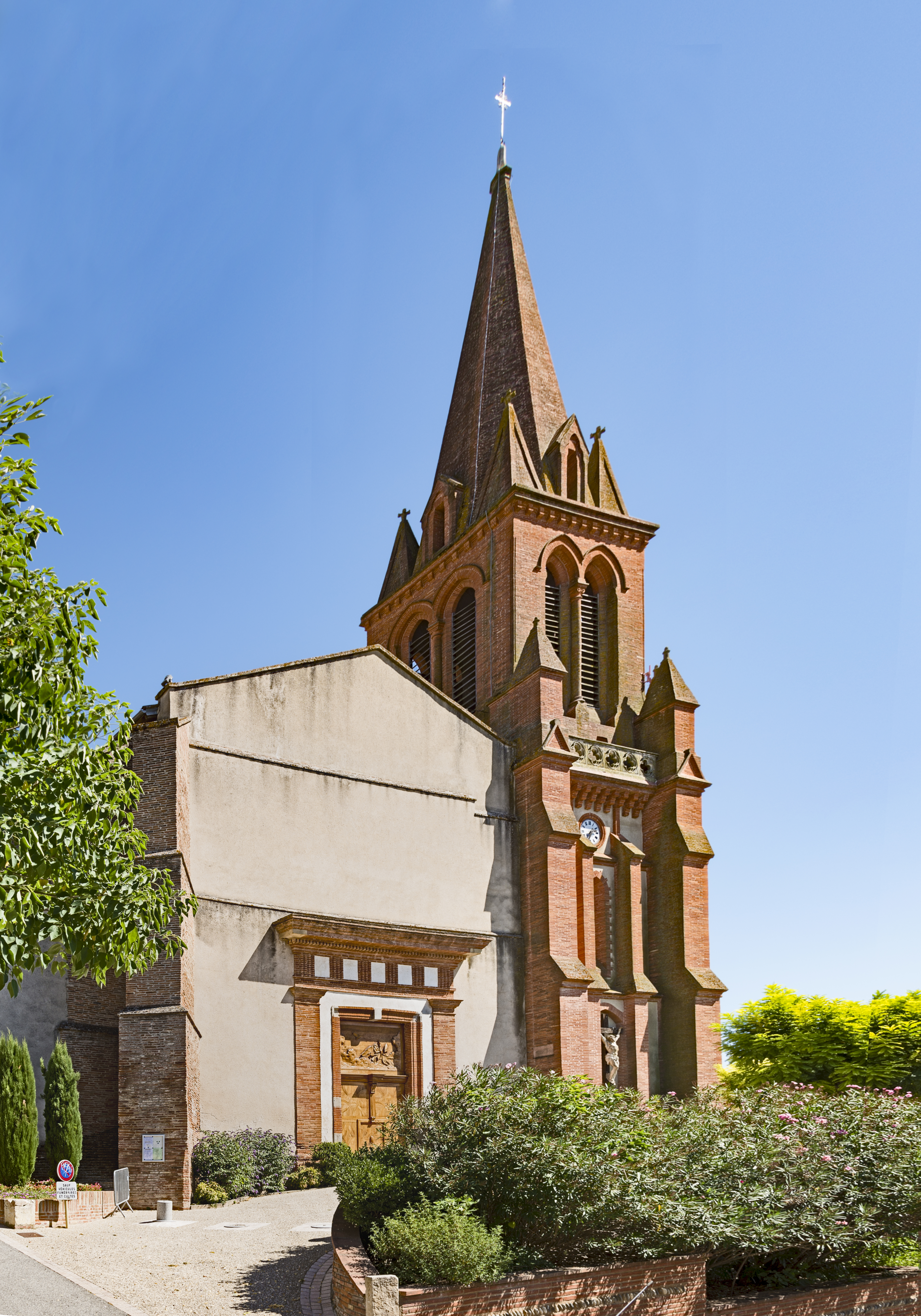
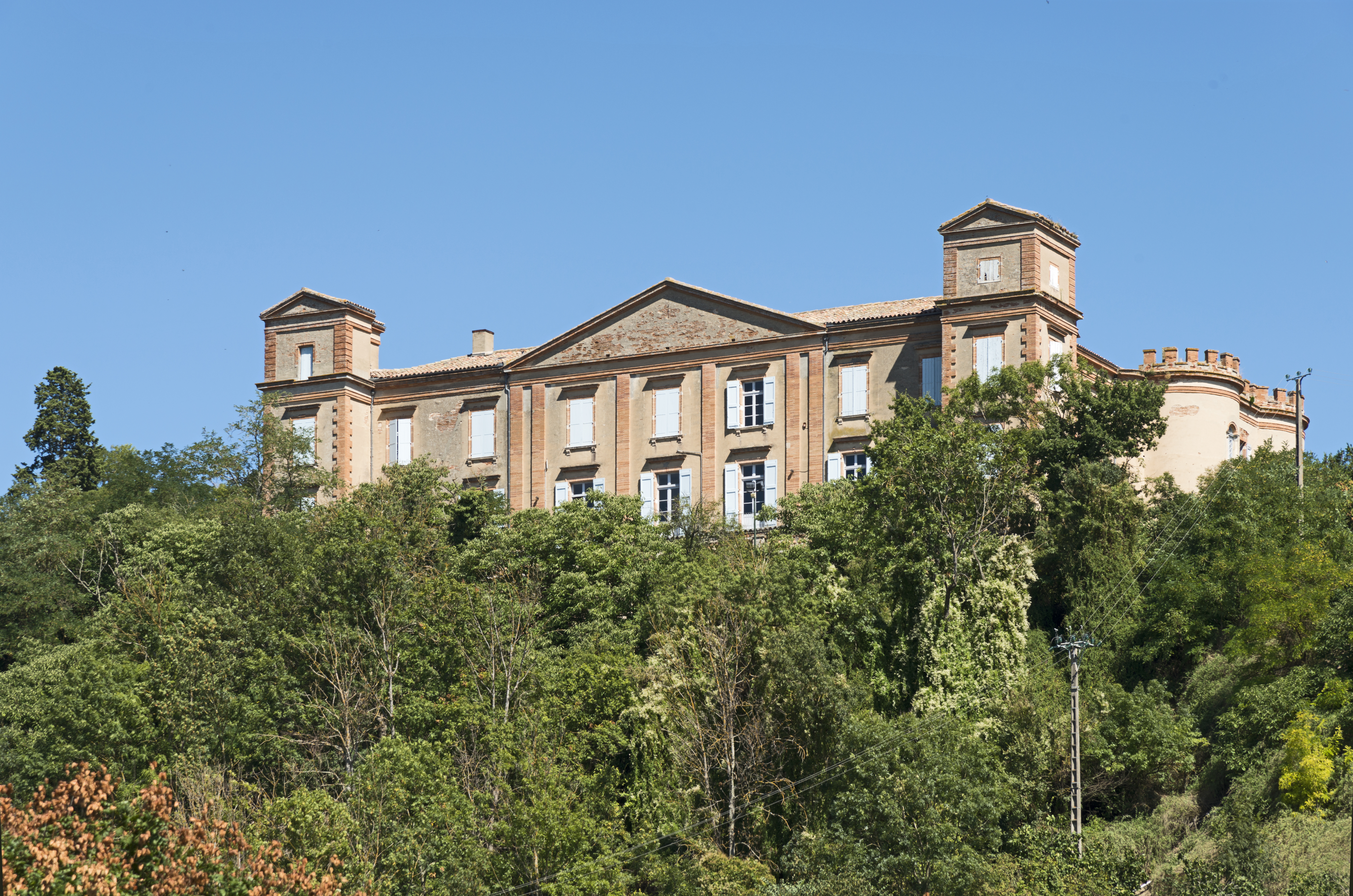

| An        | 1975  | 1982  | 1990  | 1999  | 2006  | 2009  |
| --------- | ----- | ----- | ----- | ----- | ----- | ----- |
| Populație | 1.570 | 1.853 | 2.518 | 2.812 | 4.560 | 5.397 |